# NGC 258
NGC 258 je spirální galaxie v souhvězdí Andromedy. Její zdánlivá jasnost je 14,2m a úhlová velikost 0,5′ × 0,4′.  Galaxii objevil 22. prosince 1848 George Johnstone Stoney, asistent Willama Parsonse. Galaxie je v katalogu NGC popsána „krajně slabá, malá, velmi slabá hvězda v těsné blízkosti“